# Impatiens insignis
Impatiens insignis är en balsaminväxtart som beskrevs av Dc. Impatiens insignis ingår i släktet balsaminer, och familjen balsaminväxter. Inga underarter finns listade i Catalogue of Life.